# ناديه بارينتين
ناديه بارينتين (بالفرنسية: Nadia Barentin)‏ هي ممثلة فرنسية، ولدت في 17 أكتوبر 1936 في فرنسا، وتوفيت بنفس المكان في 22 مارس 2011 بسبب سرطان.

## أعمال

### أفلام
- (1996) بطل متفرد
- (2010) جمع الشمل[4]

## وصلات خارجية
- ناديه بارينتين على موقع IMDb (الإنجليزية)
- ناديه بارينتين على موقع ألو سيني (الفرنسية)
- ناديه بارينتين على موقع قاعدة بيانات الفيلم (الإنجليزية)